# 兹维基瞬变設施
兹维基瞬变設施（英語：Zwicky Transient Facility，縮寫作，天文台編號：I41）是一项宽视场巡天任务，以瑞士天文学家弗里茨·兹维基命名。該計畫裝設一新型宽视场相機，並安装于美国加利福尼亚州圣地亚哥县帕洛玛天文台的塞缪尔·奥斯钦望远镜上。它於2018年正式启用，取代在2009至2017年進行的帕洛玛瞬变工厂。

## 簡介

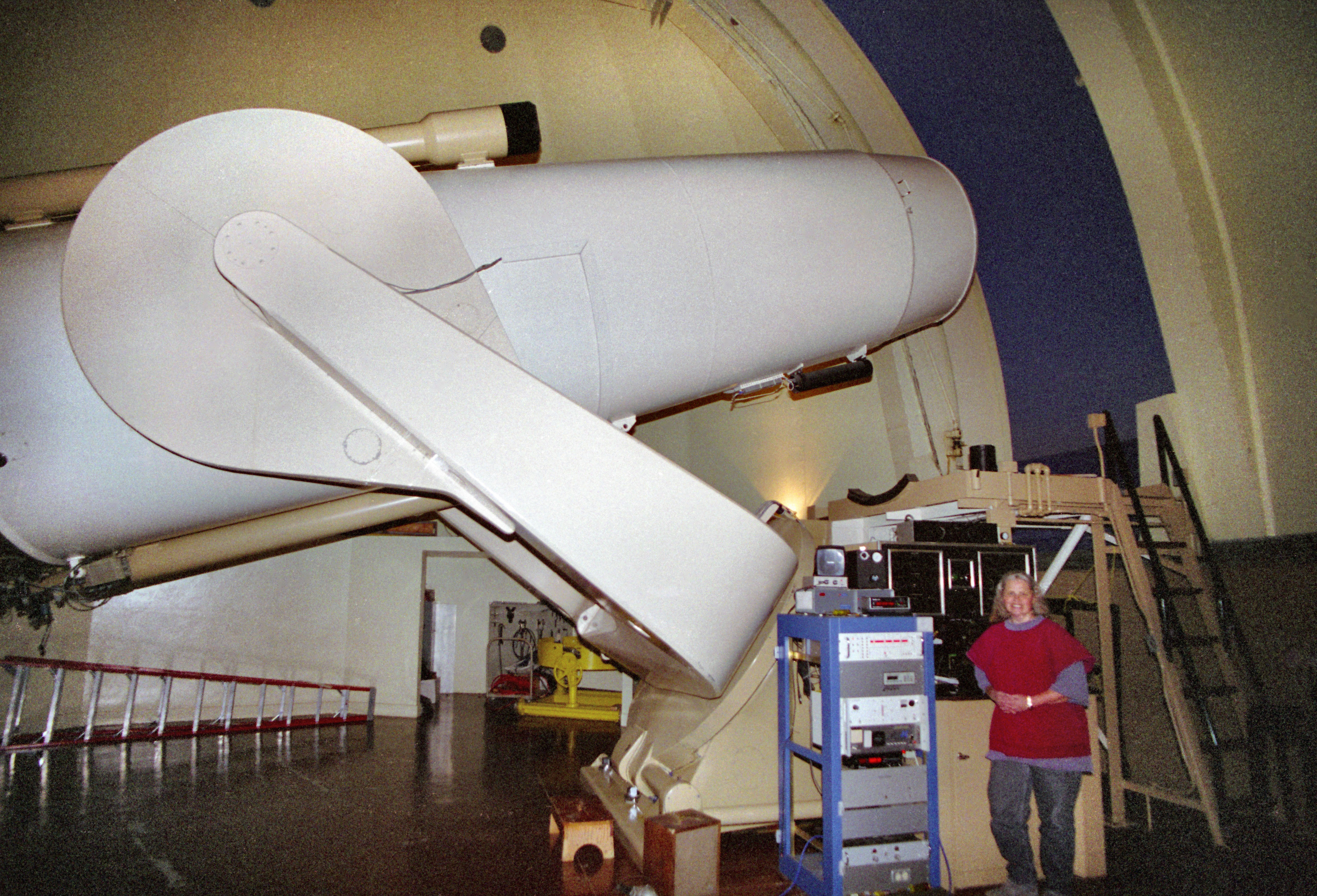
用于此项巡天任务的塞缪尔·奥斯钦望远镜

兹维基瞬变設施主要负责观测可见光和红外線波段，能探测亮度迅速变化的瞬变天体，例如超新星、伽马射线爆、中子星合并事件，以及彗星和小行星等移动天体。
该设施使用的新型相机由16个CCD组成，每个CCD的分辨率为6144×6160像素，单次曝光可覆盖47平方度的天区。其观测计划旨在每三天完成一次北半天区的完整巡天，并且每晚两次扫描银河系平面，极限星等可达20.5（r波段，5σ）。
兹维基瞬变設施产生的数据产出量预计达到前代项目帕洛玛瞬变工厂的十倍。其观测产生的大量数据使其成为维拉·C·鲁宾天文台的先导项目——后者于2025年全面投入运行，数据规模将比兹维基设施再提升一个量级。  
2017年11月1日，兹维基瞬变設施在獵戶座区域成功获得初光数据。
2018年2月7日，兹维基瞬变設施公布了一颗小型近地小行星2018 CL，為其首个发现的天體。

## 重要发现
- 2019年5月9日，兹维基瞬变設施宣布发现首颗彗星C/2019 J2（帕洛玛彗星），该彗星属于长周期类型。[12]
- 天文学家通过回溯分析ZTF历史数据，发现早在2018年12月13日的观测记录中已捕获到2I/Borisov的影像，其记录时间比国际天文学界首次确认该彗星早了8个月。[13] [14]
- 小行星594913是首颗完整运行轨道均处于金星公转轨道内侧的天体，由兹维基瞬变设施在其暮光巡天项目中首次识别。[15]
- 研究团队通过系统筛查ZTF图像库，发现激變變星ZTF J1813+4251——这对双星系统的轨道周期不足一小时。[16]
- AT2021lwx是一例持续时长异常的高能暂现源，其红移值达0.9945，于2021年4月13日被记录。[17][18][19]
- AT2022cmc被确认为极端明亮的一次非常明亮的潮汐裂解事件，红移为1.19325，是迄今为止观测到的亮度最高的天文事件之一。[20][21]
- 彗星C/2022 E3 (ZTF)，其于2023年初达到肉眼可见的程度。